# Oecetis morii
Oecetis morii är en nattsländeart som beskrevs av Tsuda 1942. Oecetis morii ingår i släktet Oecetis och familjen långhornssländor. Inga underarter finns listade i Catalogue of Life.